# Savonlinna-Opernfestspiele

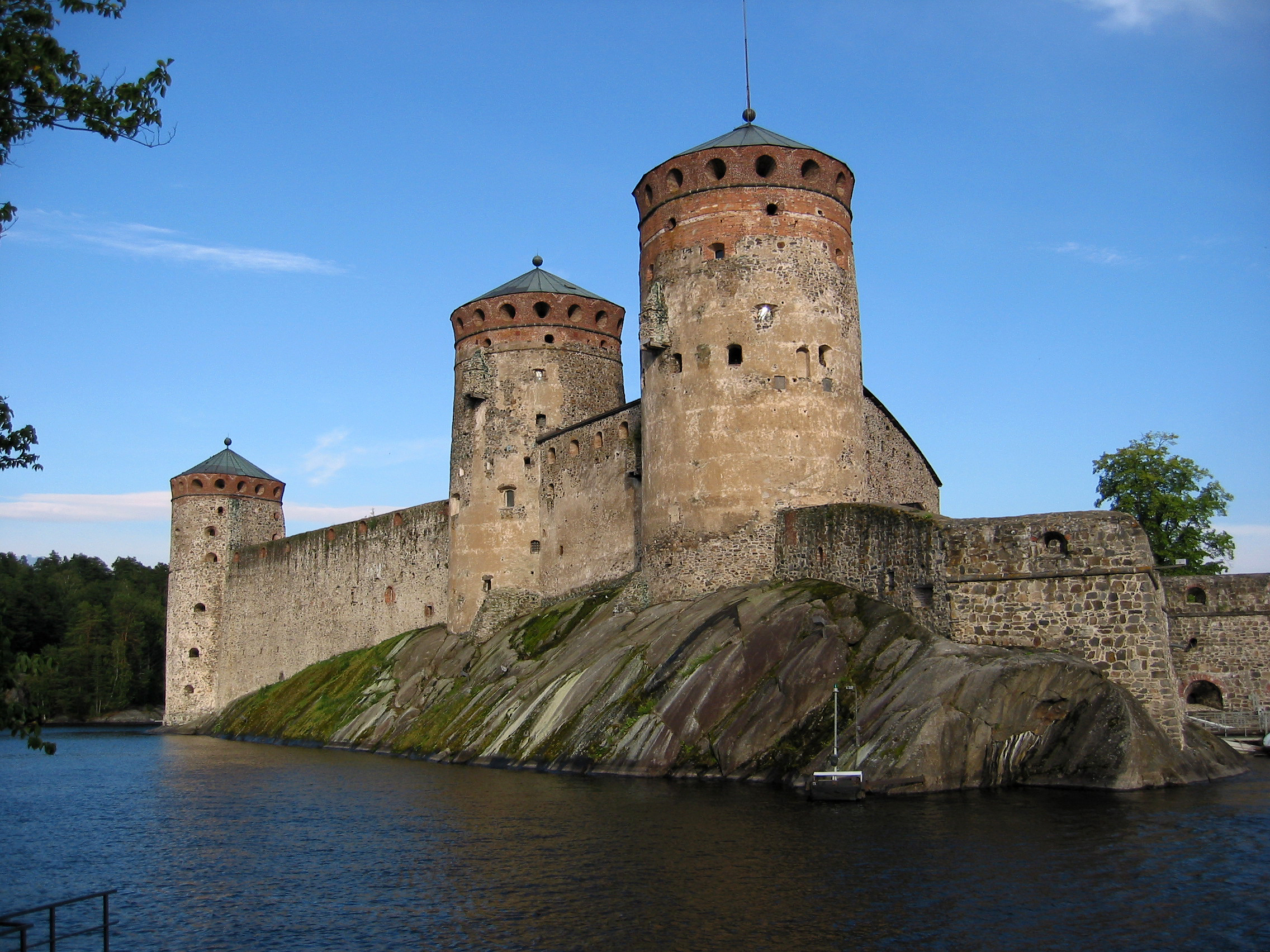
Burg Olavinlinna

Die Savonlinna-Opernfestspiele sind ein mehrwöchiges Opernfestival, das jedes Jahr in der finnischen Stadt Savonlinna stattfindet. Schauplatz der großen Open-Air-Präsentationen ist der Burghof der mittelalterlichen Burg Olavinlinna, die inmitten eines Sees liegt und im überdachten Zuschauerraum mehr als 2.200 Besuchern Platz bietet. In dem im Jahr 2002 neu gebauten und für knapp 800 Zuschauer ausgelegten Auditorium der Savonlinna Hall finden weitere kleinere Konzerte und Veranstaltungen statt.

## Geschichte
Gegründet wurden die Opernfestspiele 1912 von der bekannten Sopranistin Aino Ackté unter dem Namen Olavinlinna-Opernfestspiele. Die bereits damals als Freiluftopern angelegten Festspiele präsentierten in den nächsten drei Jahren ausschließlich finnische Werke von Melartin, Oskar Merikanto und Pacius. Erst 1916 wurde mit Faust von Gounod erstmals eine ausländische Oper aufgeführt. Ackté selbst sang die Rolle der „Marguerite“, die schon Jahre zuvor ihr Debüt in der Opernwelt war. Danach pausierte die Veranstaltung kriegsbedingt. 1930 gab Aino Ackté bei den vorerst letzten Festspielen auch ihre letzte Vorstellung als Sopranistin.
Im Jahr 1967 wurden die Savonlinna-Opernfestspiele vom Operntenor Peter Klein wiederbelebt und finden seither jedes Jahr im Juli statt. Im Jahr 1970 konnte der bekannte finnische Bassist Martti Talvela als künstlerischer Leiter des Festivals gewonnen werden. Innerhalb kürzester Zeit wurde die Burg zur zweitbedeutendsten Opernbühne des Landes neben der Nationaloper im 320 km entfernten Helsinki. Die Stadt etablierte sich schnell als Veranstaltungsort des international renommierten Opernfestivals, das mittlerweile jedes Jahr über 60.000 Menschen aus aller Welt besuchen.
Neben zahlreichen Weltpremieren finnischer Opern werden auch immer bekannte internationale Opern aufgeführt, u. a. Tannhäuser, Il trovatore, Salome, Die Zauberflöte, Boris Godunow, The Rape of Lucretia, Carmen, Tosca, Pimpinone. Eigene Produktionen gehen immer öfter auch auf Reisen, so fand 2003 eine Tournee durch Singapur mit Turandot statt. Seit 1987 ist jedes Jahr ein ausländisches Opernhaus zu Gast in Olavinlinna, z. B. Mariinski-Theater, Royal Opera House und Bolschoi-Theater.
Zur 100. Wiederkehr der Gründung stand 2012 neben einem Querschnitt aus der hundertjährigen Festivalgeschichte auch ein erstes Fringe-festival sowie der zweite
Internationale Operngesangswettbewerb auf dem Programm.
Seit 2019 ist Ville Matvejeff neuer künstlerischer Leiter der Festspiele.
2024 erhielten die Festspiele den International Opera Award in der Kategorie Festival.

## Weltpremieren
- 1975: Aulis Sallinen – Ratsumies
- 1983: Aulis Sallinen – Kuningas lähtee Ranskaan
- 1989: Paavo Heininen – Veitsi
- 1995: Aulis Sallinen – Palatsi
- 1997: Einojuhani Rautavaara – Aleksis Kivi
- 2000: Herman Rechberger, Olli Kortekangas, Kalevi Aho – Aika ja uni
- 2004: Jaakko Kuusisto – Koirien Kalevala
- 2006: Jukka Linkola – Hui kauhistus
- 2007: Olli Kortekangas – Isän tyttö
- 2008: Markus Fagerudd – Seitsemän koiraveljestä
- 2012: Kimmo Hakola – La Fenice
- 2013: Timo-Juhani Kyllönen – Norppaooppera
- 2017: Aulis Sallinen – Linna vedessä